# 1979년
1979년은 월요일로 시작하는 평년이다.

## 사건
- 1월 16일 - 이란 팔레비 2세국왕, 이슬람 혁명 발생으로 이집트로 망명.
- 2월 22일 - 세인트루시아 독립
- 3월 26일 - 이집트와 이스라엘, 백악관에서 평화조약 체결.
- 3월 28일 - 미국 펜실베이니아주 스리마일섬 원자력 발전소 사고 발생.
- 4월 14일 - 함백탄광 폭발 사고 발생.
- 5월 4일 - 마거릿 대처가 영국의 총리로 취임하다.
- 7월 12일 - 키리바시 독립
- 8월 9일 - YH무역 노동자들이 회사 폐업에 반발하여 신민당 당사에서 농성을 벌였다.(YH사건)
- 8월 13일 - 중국, 산아제한 정책 발표, 주영이 마오쩌둥이 됨.
- 8월 25일 - 태풍 쥬디, 대한민국에 상륙.
- 8월 27일 - IRA의 폭탄 테러로 마운트배튼 경을 포함한 4명이 아일랜드 슬리고에서 사망했다. 그리고 북아일랜드 워런포인트에서 18명의 영국군이 사망했다.
- 9월 6일 - 소련의 지하 핵실험으로 시베리아에서 강도 7.1의 지진 기록.
- 10월 4일 - 신민당 총재 김영삼이 국회의원직에서 제명되다. 이 사건은 부마 항쟁으로 이어지게 된다.
- 10월 5일 - 루홀라 호메이니(Ayatollah Khomeini)가 미국을 "대악마"로 선언하다.
- 10월 7일 - 김형욱 전 중앙정보부장, 프랑스 파리에서 의문의 실종.
- 10월 13일
  - 마거릿 대처, 영국 역사상 처음으로 여성으로서 수상이 됨.
  - 신민당과 통일당 의원 79명, 국회의 신민당 김영삼 총재 변칙 제명에 항의하여 의원직 사퇴서 제출.
- 10월 16일 - 10·16 부마 민주 항쟁 발발. (~ 10월 20일)
- 10월 26일 - 10·26 사건 발생. 김재규 중앙정보부장이 박정희 대통령과 차지철 대통령 경호실장을 살해하였다.
- 10월 27일 - 경상북도 문경시 가은읍에서 은성탄광 화재 발생.
- 11월 3일 - 박정희 대통령의 장례식이 국장으로 거행되었다.
- 11월 6일 - 계엄사, 박정희 대통령 살해사건 전모 발표.
- 11월 26일 - 계엄사, YWCA 사건 발표. 이 사건은 결혼식을 위장하여 민주 세력들이 대통령의 통일주체국민회의에 의한 선출을 반대한 시위 사건임. 총 96명을 포고령 위반이라는 이유로 검거.
- 11월 28일 - 에어뉴질랜드 901편 추락 사고 발생.
- 12월 6일 - 최규하 대통령이 제10대 대통령 선거에서 통일주체국민회의 대의원의 간접선거로 대통령으로 선출되었다.(취임식은 12월 21일)
- 12월 7일 - 긴급조치 9호가 해제되었다.
- 12월 10일 - 중화민국 민주화운동 메이리다오 사건가 발생되었다.
- 12월 12일 - 12·12 쿠데타 발생.
- 12월 24일 - 소련이 5개 사단을 동원하여 아프가니스탄을 전격적으로 침공함

## 문화
- 2월 26일 - 타이완 타오위안 국제공항 개항.
- 4월 1일 - 이란 이슬람 공화국의 성립.
- 4월 2일 - KBS FM(현 KBS 클래식FM) 개국.
- 4월 16일 - 온산선 완공.
- 5월 1일 - 경기도 양주군 미금읍 등 53개읍 신설.
- 5월 4일 - 종로도서관 아동열람실이 서울시립 어린이도서관으로 분리됨.
- 9월 1일 - 파이오니어 11호가 토성을 처음으로 방문한 탐사선이 되다.
- 9월 18일
  - 세인트루시아, 유엔 가입.
  - 대한민국, 국산 디젤 기관차 운행 개시.
- 10월 1일 - 군통선 개통.
- 10월 16일 - 한강의 성수대교가 개통되었다.
- 10월 26일 - 삽교방조제 준공 및 KBS 당진 송신소 개소.
- 11월 26일 - 국제올림픽위원회, 중국의 올림픽 복귀 결정.

## 탄생

### 1월
- 1월 1일
  - 대한민국의 레슬링 선수 이나래.
  - 일본의 가수, 배우 도모토 코이치.
  - 인도의 배우 비디아 발란.
  - 뉴질랜드의 배우 니코 에버스스윈델.
- 1월 3일
  - 대한민국의 배우 강말금.
  - 일본의 성우 타나카 리에.
  - 대한민국의 전 아나운서 위서현.
  - 브라질의 축구 선수 루카스 세베리누.
- 1월 6일 - 대한민국의 배우 정소영.
- 1월 7일
  - 대한민국의 배우 하재숙.
  - 대한민국의 핸드볼 선수 지승현.
  - 일본의 성우 혼나 요코.
- 1월 8일
  - 캐나다의 가수 세라 폴리.
  - 스웨덴의 전 축구 선수 한나 융베리.
  - 루마니아의 축구 선수 아드리안 무투.
  - 미국의 배우 윈덜 미들브룩스.
  - 대한민국의 방송인 슈카월드.
- 1월 9일 - 대한민국의 VJ 길수현.
- 1월 10일 - 대한민국의 희극인 권진영.
- 1월 11일
  - 대한민국의 요리사 박세진.
  - 말레아시아의 가수 시티 누르할리자.
- 1월 12일
  - 대한민국의 배우 이보영.
  - 대한민국의 야구 선수 정명수.
- 1월 14일 - 대한민국의 방송인, 전 아나운서 노현정.
- 1월 15일
  - 대한민국의 성우 홍희숙.
  - 대한민국의 기상 캐스터, 방송인 박신영.
  - 중화민국의 가수, 배우 주샤오톈.
- 1월 16일
  - 미국의 가수 알리야.
  - 대한민국의 배우 조우진.
- 1월 17일 - 일본의 유도 선수 우에노 마사에.
- 1월 18일
  - 포르투갈의 전 축구 선수 파울루 페헤이라.
  - 중화민국의 가수 저우제룬.
  - 일본의 전 배우 아라이 히로후미.
- 1월 19일 - 대한민국의 야구 선수 김병현.
- 1월 20일
  - 대한민국의 배우 추자현.
  - 프랑스의 권투 선수 제롬 토마.
- 1월 22일 - 대한민국의 전 야구 선수 권윤민.
- 1월 23일 - 대한민국의 정치인 박은지. (~2014년)
- 1월 24일 - 대한민국의 배우 송창의.
- 1월 26일
  - 대한민국의 가수 김범수.
  - 일본의 성우 키모토 오리에.
  - 대한민국의 뮤지컬 배우 최정화.
- 1월 27일
  - 영국의 배우 로저먼드 파이크.
  - 일본의 성우 코야마 키미코.
- 1월 28일
  - 대한민국의 야구 선수 박한이.
  - 대한민국의 범죄심리학자 박지선.
- 1월 29일
  - 대한민국의 리포터 김성희.
  - 대한민국의 의사 조혜진.
- 1월 30일
  - 대한민국의 전 배우, 미스코리아 한나나.
  - 대한민국의 성우 안소이.
  - 대한민구의 예술가, 교수 팝핀현준.
  - 대한민국의 배우 유하준.
- 1월 31일
  - 독일의 스피드 스케이팅 선수 예니 볼프.
  - 대한민국의 배우 김이지.
  - 대한민국의 가수, 싱어송라이터 정민아.
  - 영국의 작가 대니얼 태멋.

### 2월
- 2월 1일 - 브라질의 전 축구 선수 주앙.
- 2월 2일 - 대한민국의 가수 정일영.
- 2월 3일
  - 대한민국의 영화 감독 조성희.
  - 대한민국의 수영 선수 김민석.
- 2월 4일 - 대한민국의 전 축구 선수 설기현.
- 2월 5일 - 대한민국의 전 농구 선수 이현준.
- 2월 6일 - 대한민국의 가수 이기찬.
- 2월 7일
  - 일본의 성우 이시게 사와.
  - 예멘의 사회운동가 타우왁쿨 카르만.
- 2월 8일
  - 대한민국의 래퍼 MC 스나이퍼.
  - 대한민국의 배우 오승은.
  - 대한민국의 음악가 킵루츠.
- 2월 9일
  - 중국의 배우 장쯔이.
  - 러시아의 피겨스케이팅 선수 이리나 슬루츠카야.
  - 일본의 게임음악작곡가 니시무라 요시타카.
  - 대한민국의 가수 강소리.
- 2월 10일 - 대한민국의 정치인 전상범.
- 2월 11일
  - 미국의 가수 브랜디 노우드.
  - 프랑스의 테니스 선수 아르노 디 파스쿠알.
  - 대한민국의 배우 김영준.
- 2월 12일 - 대한민국의 배우 황은하.
- 2월 13일
  - 대한민국의 배우 김태호. (~2009년)
  - 멕시코의 축구 선수 라파엘 마르케스.
  - 미국의 모델 겸 배우 미나 수바리.
- 2월 14일
  - 대한민국의 가수, 작곡가 유건형 (언타이틀).
  - 대한민국의 희극인 황영진.
  - 일본의 전 축구 선수 나가이 유이치로.
- 2월 15일
  - 대한민국의 성우 김두희.
  - 대한민국의 야구 선수 김병현.
  - 캐나다의 배우 카이 에릭 에릭슨.
- 2월 16일
  - 대한민국의 래퍼, 배우 에릭 (신화).
  - 이탈리아의 전직 축구 선수 시모네 반니
- 2월 17일 - 중화인민공화국의 축구 선수 쉬윈룽.
- 2월 18일 - 대한민국의 전 배우 김지연.
- 2월 19일
  - 대한민국의 모델, 배우 이천희.
  - 러시아의 가수 비탈리 블라다소비치 그라초프. (비타스)
- 2월 20일
  - 일본의 가수, 배우 모리타 고 (V6).
  - 대한민국의 전 축구 선수 송종국.
- 2월 21일
  - 미국의 배우 제니퍼 러브 휴이트.
  - 미국의 희극인, 영화 감독 조던 필.
- 2월 22일
  - 대한민국의 배우 이나영.
  - 오스트레일리아의 축구 선수 브렛 에머턴.
  - 대한민국의 배우 최은주.
  - 대한민국의 희극인 양선일.
- 2월 23일 - 대한민국의 야구 선수 안치용.
- 2월 24일 - 미국의 전 야구 선수 데니스 탱커슬리.
- 2월 25일 -대한민국의 희극인, MC 정현수.
- 2월 26일
  - 영국의 싱어송라이터 커린 베일리 레이.
  - 대한민국의 아나운서 박현선.
- 2월 27일
  - 이탈리아의 배우 알바 로르바케르.
  - 대한민국의 전 가수, 배우 강두.
  - 일본의 가수, 성우 Myco.
- 2월 28일
  - 영국의 종합격투기 선수 마이클 비스핑.
  - 대한민국의 희극인 김민수.
  - 대한민국의 작곡가, 음악 프로듀서 라이언 전.

### 3월
- 3월 1일 - 대한민국의 전 가수 김형철 (Uno).
- 3월 2일
  - 아일랜드의 축구 선수 데미언 더프.
  - 대한민국의 야구 선수 이정민.
- 3월 5일 - 대한민국의 바리스타 김현준.
- 3월 6일
  - 대한민국의 골프 선수 박지은.
  - 대한민국의 배우 정준.
  - 미국의 축구 선수 팀 하워드.
  - 영국의 축구 선수 개리 몽크.
- 3월 7일 - 대한민국의 배우 박혁민.
- 3월 8일 - 영국의 가수 톰 채플린.
- 3월 9일
  - 미국의 배우 오스카 아이작.
  - 미국의 프로레슬링 선수 멜리나 페레즈.
- 3월 10일 - 대한민국의 유도 선수 이은희.
- 3월 11일
  - 대한민국의 가수 미르.
  - 미국의 음악가 조엘 매든.
- 3월 12일
  - 대한민국의 방송인 이하정.
  - 대한민국의 배우 김지훈.
  - 대한민국의 야구 선수 이혜천.
  - 잉글랜드의 음악가 피트 도허티.
- 3월 13일 - 대한민국의 야구 선수 마정길.
- 3월 14일
  - 프랑스의 축구 선수 니콜라 아넬카.
  - 대한민국의 배우 전진오.
  - 대한민국의 희극인 이동윤.
- 3월 15일
  - 미국의 전 야구 선수 케빈 유킬리스.
  - 대한민국의 배우 강예원.
  - 대한민국의 전 탁구 선수 최현진.
  - 대한민국의 배우 조명진.
  - 대한민국의 아나운서 김수환.
  - 대한민국의 전 농구 선수 박지현.
- 3월 16일
  - 대한민국의 배우 현우성.
  - 멕시코의 축구 선수 다니엘 오소르노.
  - 대한민국의 야구 선수 최희섭.
- 3월 17일
  - 대한민국의 가수 양파.
  - 대한민국의 야구 선수 조용준.
  - 미국의 포르노 배우 스토미 대니얼스.
- 3월 18일
  - 미국의 가수 애덤 리바인 (마룬 5).
  - 대한민국의 아나운서 박사임.
- 3월 20일
  - 대한민국의 배우 김민재.
  - 미국의 종합격투기 선수 대니얼 코미어.
- 3월 21일
  - 대한민국의 야구 선수 김민우.
  - 대한민국의 가수 신소영.
- 3월 23일
  - 대한민국의 방송인 박지윤.
  - 일본의 배우 강창웅.
  - 미국의 전 프로레슬링 선수 레이 고디.
- 3월 24일
  - 독일의 축구 심판 비비아나 슈타인하우스.
  - 미국의 배우 레이크 벨.
- 3월 25일
  - 미국의 배우 리 페이스.
  - 대한민국의 농구 선수 이동준.
- 3월 27일
  - 대한민국의 가수 겸 배우 이지훈.
  - 대한민국의 배우 이지훈.
  - 대한민국의 희극인 김진철.
- 3월 28일
  - 대한민국의 배우 채림.
  - 대한민국의 성우 윤호.
- 3월 29일
  - 대한민국의 배우 박시연.
  - 대한민국의 배우 강득종.
  - 대한민국의 바둑 기사 김민희.
- 3월 30일 - 대한민국의 방송인 박경림.
- 3월 31일
  - 대한민국의 방송인 노홍철.
  - 일본의 축구 선수 사토 사토시.

### 4월
- 4월 1일 - 대한민국의 축구 선수 김정현.
- 4월 2일
  - 미국의 음악가 제시 카마이클 (마룬 5).
  - 브라질의 축구 선수 그라피치.
- 4월 3일 - 오스트레일리아의 전 축구 선수 사샤 오그네노브스키.
- 4월 4일
  - 오스트레일리아의 배우 히스 레저. (~2008년)
  - 대한민국의 배우 서동원.
  - 중화민국의 배우, 가수 천차오언.
  - 러시아의 카누스프린트 선수 막심 오팔레프.
- 4월 5일
  - 일본의 축구 선수 오가사와라 미쓰오.
  - 대한민국의 전 유도 선수 송대남.
  - 대한민국의 가수 춘자.
  - 대한민국의 배우 박연수.
  - 대한민국의 축구 선수 백기태.
- 4월 6일 - 대한민국의 래퍼 H-유진.
- 4월 7일 - 도미니카 공화국의 야구 선수 아드리안 벨트레.
- 4월 8일
  - 대한민국의 축구 선수, 축구 지도자 김은중.
  - 토고의 축구 선수 모하메드 카데르.
- 4월 9일
  - 오스트리아의 알파인 스키 선수 미하엘 마트.
  - 대한민국의 배우 김석균. (~2009년)
  - 프랑스의 베트남계 배우, 작가, 블로거, 전직 포르노 배우 셀린 트랑.
- 4월 10일
  - 일본의 가수, 배우 도모토 츠요시 (KinKi Kids).
  - 잉글랜드의 싱어송라이터 소피 엘리스 벡스터.
  - 미국의 영화감독 할리나 허친스. (~2021년)
- 4월 11일 - 대한민국의 법조인, 정치인 박상수.
- 4월 12일
  - 일본의 가수 후지와라 모토오 (BUMP OF CHICKEN).
  - 대한민국의 가수 이수영.
  - 대한민국의 가수 송백경 (원타임).
  - 미국의 배우 제니퍼 모리슨.
  - 미국의 배우 클레어 데인스.
  - 대한민국의 배우 이중옥.
- 4월 14일
  - 대한민국의 정치인 신한호.
  - 대한민국의 가수 이호석.
- 4월 15일 - 영국의 배우 루크 에번스.
- 4월 16일 - 대한민국의 권투 선수 박성우.
- 4월 17일
  - 대한민국의 가수 성시경.
  - 독일의 배우 켄 듀켄.
- 4월 18일
  - 대한민국의 기자 오대영.
  - 미국의 방송인 코트니 카다시안.
  - 대한민국의 희극인 오지헌.
- 4월 19일
  - 대한민국의 가수 길건.
  - 미국의 배우 케이트 허드슨.
  - 대한민국의 성우 손정성.
  - 대한민국의 전 야구 선수, 현 야구 코치 김진수.
  - 대한민국의 가수 루루.
  - 일본의 성우 후루시마 키요타카.
- 4월 20일 - 대한민국의 배우 김다혜.
- 4월 21일
  - 대한민국의 야구 선수 박용택.
  - 영국의 영화 배우 제임스 맥어보이.
  - 대한민국의 배우 임현성.
- 4월 23일
  - 미국의 배우 제이미 킹.
  - 대한민국의 배구 선수 김선아.
- 4월 24일
  - 대한민국의 모델, 기업인 이혜원.
  - 일본의 전 축구 선수 오타 게이스케.
- 4월 25일 - 대한민국의 정치인 서재헌.
- 4월 26일 - 대한민국의 삼성그룹 이건희의 막내딸 이윤형. (~2005년)
- 4월 27일
  - 대한민국의 아나운서 김나진.
  - 대한민국의 작사가 김이나.
- 4월 29일 - 대한민국의 축구 선수 이동국.
- 4월 30일
  - 멕시코의 축구 선수 헤라르도 토라도.
  - 미국의 성우 셸리 컬린블랙.

### 5월
- 5월 1일 - 대한민국의 조각가 임수진.
- 5월 2일 - 대한민국의 바둑 기사 이지현.
- 5월 4일
  - 대한민국의 배우 이도은.
  - 대한민국의 가수 숙행.
  - 미국의 장거리 달리기 선수 라이언 셰이.
- 5월 7일
  - 대한민국의 만화가 조수진. (~2011년)
  - 대한민국의 성우 이희수.
- 5월 8일 - 대한민국의 기업인 장선영.
- 5월 9일
  - 대한민국의 배우 배민희.
  - 미국의 배우 로사리오 도슨.
  - 대한민국의 배우 조재완.
- 5월 10일 - 대한민국의 가수 이효리 (핑클).
- 5월 12일 - 일본의 성우 콘도 타카시.
- 5월 13일 - 미국의 음악가 미키 매든. (마룬 5)
- 5월 14일
  - 에콰도르의 축구 선수 카를로스 테노리오.
  - 잉글랜드의 배우 제이미 드레이븐.
- 5월 15일 - 대한민국의 가수 겸 방송인 금잔디.
- 5월 16일 - 대한민국의 가수, 뮤지컬 배우 이희진 (베이비복스).
- 5월 18일
  - 대한민국의 전 가수, 미스코리아 임선홍.
  - 슬로베니아의 축구 선수 밀리보예 노바코비치.
- 5월 19일
  - 이탈리아의 축구 선수 안드레아 피를로.
  - 우루과이의 축구 선수 디에고 포를란.
- 5월 20일
  - 대한민국의 트로트 가수 박규리.
  - 대한민국의 야구 선수 유재웅.
  - 미국의 야구 선수 제이슨 워스.
- 5월 21일 - 대한민국의 전 야구 선수 송혁.
- 5월 22일
  - 대한민국의 전 배구 선수 이경수.
  - 대한민국의 가수 태원.
- 5월 23일
  - 대한민국의 배우 권해성.
  - 대한민국의 기자 김나나.
- 5월 24일
  - 미국의 종합격투기 선수 프랭크 미어.
  - 미국의 야구 선수 조 케네디. (~2007년)
  - 미국의 전 농구 선수 트레이시 맥그래디.
- 5월 25일
  - 대한민국의 희극인 김지혜.
  - 미국의 배우 모니카 키나.
  - 일본의 만화가 소라치 히데아키.
- 5월 26일 - 미국의 프로레슬링 선수 애슐리 마사로.
- 5월 27일
  - 대한민국의 아나운서 박명원.
  - 대한민국의 야구 선수 김정현.
- 5월 28일
  - 대한민국의 배우 김수환.
  - 대한민국의 야구 선수 이대환.
  - 독일의 권투 선수 제바스티안 쾨버.
  - 일본의 야구 선수 이가라시 료타.
- 5월 29일
  - 대한민국의 배우 최종훈.
  - 대한민국의 보디빌더 겸 기업인 숀 리.
  - 독일의 축구 선수 아르네 프리드리히.
- 5월 30일
  - 대한민국의 성우 이정민.
  - 일본의 성우 쿠기미야 리에.

### 6월
- 6월 1일
  - 대한민국의 배우, 래퍼 양동근.
  - 대한민국의 장애인운동가 겸 정치인 최혜영.
  - 스웨덴의 게임 개발자 마르쿠스 페르손.
- 6월 2일
  - 브라질의 배우 모레나 바카링.
  - 대한민국의 바둑 기사 한종진.
- 6월 3일
  - 대한민국의 전 야구 선수 임동규.
  - 대한민국의 음악가 한희정.
  - 잉글랜드의 세습귀족 제12대 섀프츠베리 백작 니컬러스 애슐리쿠퍼.
- 6월 4일
  - 대한민국의 축구 선수 강성일.
  - 일본의 축구 선수 다카하라 나오히로.
- 6월 5일
  - 대한민국의 배우 안해수.
  - 대한민국의 희극인 이동엽.
  - 잉글랜드의 각본가, 극작가 맷 차먼.
  - 미국의 음악가 피트 웬츠. (폴 아웃 보이)
- 6월 6일 - 대한민국의 만화가 이수현.
- 6월 7일
  - 대한민국의 음악인 용감한 형제.
  - 덴마크의 가수, 배우 율리 베르텔센.
- 6월 8일 - 대한민국의 아나운서, 방송인 최현정.
- 6월 9일 - 일본의 영화배우 구니나카 료코.
- 6월 10일
  - 대한민국의 가수 UMC/UW.
  - 대한민국의 육상 선수 김미정.
- 6월 11일 - 에스토니아의 조정 선수 터누 엔드렉손.
- 6월 12일
  - 러시아의 작가 드미트리 글루홉스키.
  - 대한민국의 가수 차승민.
  - 대한민국의 가수 최예원.
  - 스웨덴의 싱어송라이터 로빈.
- 6월 13일
  - 대한민국의 배우 서영희.
  - 대한민국의 전 야구 선수 이재영.
  - 아르헨티나의 축구 선수 디에고 밀리토.
  - 대한민국의 배우 안지혜.
- 6월 15일 - 대한민국의 야구 선수 최환인.
- 6월 17일 - 대한민국의 가수 강지.
- 6월 18일 - 일본의 성우 코바야시 유미코.
- 6월 19일
  - 대한민국의 성우 정영웅.
  - 대한민국의 가수 겸 배우 김수근.
- 6월 20일 - 대한민국의 아나운서 이승민.
- 6월 21일
  - 미국의 배우 크리스 프랫.
  - 일본의 배우 유민.
  - 그리스의 축구 선수 코스타스 카추라니스.
- 6월 22일 - 스페인의 가수 레이레 마르티네스 (라 오레하 데 반 고흐).
- 6월 23일 - 대한민국의 전 야구 선수 이경수.
- 6월 24일
  - 대한민국의 배우 민지영.
  - 대한민국의 정치인 권성주.
- 6월 25일
  - 대한민국의 가수 에릭킴.
  - 미국의 배우 홍 차우.
- 6월 26일
  - 일본의 성우 미즈하라 가오루.
  - 대한민국의 만화가 정철연.
  - 미국의 싱어송라이터, 프로듀서 라이언 테더.
- 6월 27일
  - 대한민국의 배우 김규리.
  - 대한민국의 전 야구 선수 조현수.
  - 대한민국의 댄서 하휘동.
- 6월 28일
  - 대한민국의 배우 최재웅.
  - 러시아의 역도 선수 예브게니 치기셰프.
- 6월 29일 - 대한민국의 배우 이희준.

### 7월
- 7월 1일
  - 미국의 종합격투기의 선수 포레스트 그리핀.
  - 대한민국의 축구 선수 배성재.
- 7월 2일 - 일본의 가수, 배우 미야케 켄 (V6).
- 7월 3일
  - 프랑스의 배우 뤼디빈 사니에.
  - 대한민국의 배우 손희승.
- 7월 4일 - 대한민국의 야구 선수 조지훈.
- 7월 5일
  - 대한민국의 가수 호란.
  - 대한민국의 배우 오대환.
  - 불가리아의 축구 선수 스틸리얀 페트로프.
  - 레바논의 배우 다린 함제.
- 7월 6일 - 미국의 희극인, 배우 케빈 하트.
- 7월 8일 - 대한민국의 야구 코치 , 전 야구 해설가, 전 야구 선수 현재윤.
- 7월 9일 - 일본의 축구 선수 나카타 고지.
- 7월 10일 - 대한민국의 배우 공유.
- 7월 11일
  - 대한민국의 배우 강석정.
  - 대한민국의 배우 서민정.
  - 대한민국의 배우 임수정.
  - 대한민국의 배우 최수형.
- 7월 12일 - 대한민국의 만화가 지강민.
- 7월 13일
  - 대한민국의 래퍼 이재진 (젝스키스).
  - 아르헨티나의 전 축구 선수 다니엘 디아스.
  - 대한민국의 야구 선수 서승화.
- 7월 14일 - 러시아의 축구 선수 세르게이 이그나셰비치.
- 7월 15일 - 스위스의 축구 선수 알렉산더 프라이.
- 7월 16일
  - 미국의 사격 선수 킴 로드.
  - 미국의 정치인 짐 뱅크스.
  - 일본의 전 축구 선수 우스이 고헤이.
- 7월 17일
  - 대한민국의 희극인 안일권.
  - 독일의 피겨 스케이팅 선수 로빈 숄코비.
- 7월 19일 - 대한민국의 배우, 대학 교수 박도유.
- 7월 20일
  - 대한민국의 배우 이제니.
  - 대한민국의 희극인 장동민.
  - 대한민국의 전 야구 선수 윤상무.
  - 헝가리의 축구 선수 페헤르 미클로시. (~2004년)
- 7월 21일
  - 대한민국의 힙합DJ 겸 프로듀서  DJ 소울스케이프.
  - 우크라이나의 축구 선수 안드리 보로닌.
  - 미국의 농구 선수 타미카 캐칭스.
- 7월 22일 - 대한민국의 성우 정미라.
- 7월 23일
  - 대한민국의 전 가수, 배우 강성민. (Uno)
  - 대한민국의 배우 김하영.
  - 대한민국의 아나운서 서인.
- 7월 24일 - 오스트레일리아의 배우 로즈 번.
- 7월 25일
  - 대한민국의 가수 이지영 (빅마마).
  - 대한민국의 뮤지컬 배우 박소연.
- 7월 26일 - 대한민국의 배우 염지윤.
- 7월 28일 - 대한민국의 가수 이민우 (신화).
- 7월 29일
  - 대한민국의 성우 채정우.
  - 우크라이나의 권투 선수 세르히 도첸코.
- 7월 30일 - 대한민국의 가수 하울.
- 7월 31일
  - 스페인의 축구 선수 카를로스 마르체나.
  - 미국의 야구 선수 앤디 밴 헤켄.

### 8월
- 8월 1일
  - 미국의 배우 제이슨 모모아.
  - 대한민국의 야구 선수 김민수.
- 8월 2일
  - 북한의 유도 선수 계순희.
  - 미국의 야구 선수 콜비 루이스.
- 8월 3일 - 캐나다의 배우 에반젤린 릴리.
- 8월 4일
  - 대한민국의 전 방송 기자 김지언.
  - 대한민국의 컬링 선수 박지현.
- 8월 5일 - 북아일랜드의 전직 축구 선수 데이비드 힐리.
- 8월 6일 - 대한민국의 배우 김민주.
- 8월 7일 - 대한민국의 래퍼 김재덕 (젝스키스).
- 8월 9일
  - 미국의 가수 핑크.
  - 대한민국의 미스코리아 홍지연.
- 8월 10일
  - 일본의 가수 마스 히데오 (BUMP OF CHICKEN).
  - 대한민국의 배우 황우슬혜.
- 8월 11일
  - 대한민국의 방송인, 배우 안혜경.
  - 에콰도르의 전 축구 선수 왈테르 아요비.
- 8월 12일
  - 대한민국의 배우 송서연.
  - 대한민국의 야구 선수 강귀태.
  - 대한민국의 방송인 이화진.
- 8월 13일
  - 대한민국의 배우 서현기.
  - 도미니카 공화국의 야구 선수 로만 콜론.
- 8월 14일
  - 대한민국의 앵커, 방송기자 김현우.
  - 일본의 가수 다니 루미코.
- 8월 15일
  - 대한민국의 축구 선수 김유미.
  - 러시아의 권투 선수 카밀 자말루트디노프.
  - 일본의 뮤지션 나오토 인티 레이미.
- 8월 16일
  - 대한민국의 전 야구 선수, 현 야구 코치 권오원.
  - 대한민국의 기타리스트 겸 작곡가 양재인.
- 8월 17일 - 대한민국의 희극인 김재욱.
- 8월 18일
  - 대한민국의 배우 최필립.
  - 대한민국의 전 축구 선수 김승현.
- 8월 19일 - 대한민국의 희극인 김대범.
- 8월 20일
  - 대한민국의 래퍼 하하.
  - 대한민국의 성우 김현심.
  - 대한민국의 야구 선수 김수경.
  - 잉글랜드의 싱어송라이터 제이미 컬럼.
- 8월 21일
  - 오스트레일리아의 축구 선수 조엘 그리피스.
  - 미국의 싱어송라이터 켈리스.
- 8월 23일 - 대한민국의 희극인 변기수.
- 8월 25일 - 대한민국의 감정인 최경용.
- 8월 27일 - 미국의 배우 에런 폴.
- 8월 28일
  - 대한민국의 바둑 기사 김강근.
  - 대한민국의 정치인 김태선.
  - 멕시코의 영화 감독 미셸 프랑코.
- 8월 30일 - 대한민국의 아나운서 김일중.
- 8월 31일
  - 대한민국의 배우 겸 분장사 고가령.
  - 미국의 프로레슬링 선수 미키 제임스.

### 9월
- 9월 1일
  - 일본의 배우 시미켄.
  - 미국의 전 야구 선수 제이슨 스코비.
- 9월 2일 - 대한민국의 가수 알렉스 (클래지콰이 프로젝트).
- 9월 3일
  - 대한민국의 배우 양진우.
  - 대한민국의 전 스타크래프트 프로게이머 이지혜.
  - 브라질의 축구 선수 줄리우 세자르 소아리스 이스핀돌라.
  - 미국의 기타 연주자 토모 밀리체비치.
- 9월 4일 - 대한민국의 래퍼 MC몽.
- 9월 5일
  - 대한민국의 배우 류수영.
  - 노르웨이의 축구 선수 욘 카레브.
- 9월 8일
  - 대한민국의 배우 이동훈.
  - 미국의 가수, 싱어송라이터 핑크.
- 9월 9일 - 미국의 배우 니키 드로치.
- 9월 10일
  - 대한민국의 가수, 작사가 메이비.
  - 일본의 축구 선수 마쓰오 나오토.
- 9월 11일
  - 프랑스의 전 축구 선수 에리크 아비달.
  - 대한민국의 미스코리아 겸 배우 윤혜경.
  - 칠레의 축구 선수 다비드 피사로.
  - 이란의 사격 선수 자바드 포루기.
- 9월 12일
  - 대한민국의 전 야구 선수, 현 야구 코치 김용우.
  - 대한민국의 성우 이미향.
- 9월 13일 - 대한민국의 아나운서 류수민.
- 9월 14일 - 크로아티아의 전 축구 선수 이비차 올리치.
- 9월 16일
  - 대한민국의 배우 수애.
  - 대한민국의 가수 이서현. (~2008년)
  - 대한민국의 배우 박정언.
- 9월 17일
  - 미국의 배우 빌리 밀러. (~2023년)
  - 대한민국의 가수 최운정.
- 9월 18일
  - 대한민국의 배우 유지연.
  - 일본의 전 축구 선수 이나모토 준이치.
  - 스페인의 축구 선수 다니엘 아란수비아.
- 9월 20일
  - 대한민국의 배우 안재모.
  - 대한민국의 래퍼 넋업샨 (I.F, 소울다이브).
- 9월 21일 - 아일랜드의 전 축구 선수 리처드 던.
- 9월 22일
  - 대한민국의 가수 겸 뮤지컬 배우 이혜경.
  - 대한민국의 전 축구 선수 전상욱.
  - 대한민국의 배우 민성욱.
- 9월 24일
  - 대한민국의 가수 김종민 (코요태).
  - 대한민국의 전 권총 선수 진종오.
  - 대한민국의 전 야구 선수 추승우.
- 9월 25일
  - 대한민국의 희극인 정명훈.
  - 대한민국의 작곡가 정바비.
  - 대한민국의 바둑 기사 안조영.
  - 이탈리아의 사이클 선수 미켈레 스카르포니. (~2017년)
- 9월 26일
  - 대한민국의 성우 선호제.
  - 한국계 미국인 종교 문형진.
- 9월 27일 - 일본의 전 축구 선수 오노 신지.
- 9월 28일
  - 일본의 배우 타치바나 켄치.
  - 대한민국의 핸드볼 선수 이재우.
- 9월 30일 - 대한민국의 기업인 이용범.

### 10월
- 10월 1일
  - 대한민국의 방송인, 리포터 배수경.
  - 일본의 작곡가 나카하라 류타로.
- 10월 2일 - 대한민국의 작가 이하.
- 10월 3일
  - 대한민국의 배우 이성욱.
  - 미국의 레슬링 선수 개릿 로니.
  - 스위스의 축구 심판 에스터 슈타우블리.
- 10월 4일
  - 아일랜드의 배우 커트리나 밸프.
  - 대한민국의 성우 김희진.
  - 대한민국의 희극인 홍경준.
  - 대한민국의 가수 김정현.
- 10월 5일
  - 대한민국의 바둑 기사 박지훈.
  - 오스트레일리아의 전 축구 선수 빈스 그렐라.
- 10월 6일 - 대한민국의 배우 김규리.
- 10월 7일
  - 대한민국의 희극인 조수원.
  - 대한민국의 가수 진이형.
  - 중국의 배우 탕웨이.
  - 그리스의 태권도 선수 알렉산드로스 니콜라이디스. (~2022년)
- 10월 8일
  - 대한민국의 전 스타크래프트 프로게이머 유대현.
  - 대한민국의 음악가 전규호.
- 10월 9일
  - 대한민국의 희극인 유민상.
  - 미국의 배우 브랜던 라우스.
- 10월 10일 - 대한민국의 가수 유정호.
- 10월 11일
  - 대한민국의 배우 배두나.
  - 미국의 야구 선수 쉐인 유먼.
  - 대한민국의 희극인 최기섭.
- 10월 12일
  - 대한민국의 배우 김유미.
  - 대한민국의 골프 선수 박진.
- 10월 13일
  - 일본의 방송인 후지타 사유리.
  - 대한민국의 아나운서 고민정.
- 10월 14일
  - 대한민국의 희극인 김재우.
  - 미국의 프로레슬링 선수 스테이시 키블러.
- 10월 15일 - 라트비아의 축구 선수 마리스 베르파코우스키스.
- 10월 17일
  - 일본의 배우 니시 코이치로.
  - 대한민국의 만화가 나유진.
  - 핀란드의 포뮬러 원 드라이버 키미 래이쾨넨.
  - 미국의 배우 디애나 루소.
- 10월 18일 - 대한민국의 희극인 장동혁.
- 10월 20일
  - 미국의 배우, 영화감독 존 크러진스키.
  - 대한민국의 래퍼 프라임 (소울 푸드, 무가당).
- 10월 22일 - 대한민국의 배우 윤종화.
- 10월 23일 - 대한민국의 전 가수 허세원.
- 10월 24일 - 대한민국의 배우 백승익.
- 10월 26일
  - 대한민국의 전 야구 선수 송원국.
  - 일본의 전 축구 선수 호리노우치 사토시.
- 10월 27일 - 미국의 정치인 조지 헬미.
- 10월 29일
  - 대한민국의 가수 시온.
  - 말레이시아의 가수, 배우 마야 카린.
- 10월 30일
  - 대한민국의 축구 선수 고종수.
  - 일본의 배우, 방송인 나카마 유키에.
- 10월 31일 - 포르투갈의 전 축구 선수 시망 사브로자.

### 11월
- 11월 1일
  - 대한민국의 성우 전승화.
  - 일본의 성우 에노모토 아츠코.
  - 대한민국의 가수, 작곡가 조태준.
- 11월 2일 - 대한민국의 가수 스컬 (스토니 스컹크).
- 11월 3일 - 아르헨티나의 전 축구 선수 파블로 아이마르.
- 11월 4일 - 프랑스의 유도 선수 앙토니 로드리게즈.
- 11월 5일 - 온두라스의 전 축구 선수 다비드 수아소.
- 11월 7일 - 미국의 프로레슬링 선수 조이 라이언.
- 11월 8일 - 대한민국의 가수 전초아.
- 11월 9일
  - 미국의 래퍼 더 게임.
  - 미국의 야구 선수 애덤 던.
  - 잉글랜드의 방송인, 사회자 캐럴라인 플랙. (~2020년)
- 11월 10일 - 대한민국의 배우 윤지혜.
- 11월 12일 - 대한민국의 래퍼 크라운 제이.
- 11월 13일 - 미국의 농구 선수 메타 샌디포드아테스트.
- 11월 14일
  - 프랑스의 배우 올가 쿠릴렌코.
  - 대한민국의 전 야구 선수 장원영.
- 11월 15일
  - 대한민국의 아나운서 김진희.
  - 대한민국의 전 야구 선수 김일엽.
  - 대한민국의 전 야구 선수 이동현.
- 11월 18일 - 대한민국의 희극인 이정수.
- 11월 19일
  - 미국의 영화 감독 배리 젱킨스.
  - 대한민국의 전 야구 선수 박형식.
  - 말레아시아의 가수 리자 하님.
  - 미국의 야구 선수 라이언 하워드.
  - 브라질의 축구 선수 산드루 히로시.
- 11월 20일
  - 대한민국의 아나운서 김태우.
  - 대한민국의 바둑 기사 현미진.
  - 미국의 정치인 루벤 가예고.
- 11월 21일 - 대한민국의 가수, 배우 김동완 (신화).
- 11월 26일 - 대한민국의 가수 박진.
- 11월 27일 - 대한민국의 가수 신혜성 (신화).
- 11월 28일 - 미국의 모델, 배우 다니엘 헤니.
- 11월 29일 - 대한민국의 가수 강타 (H.O.T.).
- 11월 30일 - 캐나다의 배우 디에고 클래튼호프.

### 12월
- 12월 1일
  - 대한민국의 성우 송정희.
  - 대한민국의 배우 김재범.
  - 대한민국의 배우 이동욱.
- 12월 2일
  - 일본의 성우 니고 마야코.
  - 대한민국의 희극인 엄태경.
- 12월 3일 - 미국의 희극인, 배우 티파니 해디시.
- 12월 6일
  - 대한민국의 희극인 류담.
  - 오스트레일리아의 축구 선수 팀 케이힐.
- 12월 9일 - 일본의 성우 하세 유리나.
- 12월 10일
  - 대한민국의 필드하키 선수 이명호.
  - 일본의 성우 네모토 케이코.
- 12월 11일 - 대한민국의 배우 송재희.
- 12월 12일
  - 대한민국의 배우 김소진.
  - 대한민국의 셰프 겸 방송인 이원일.
  - 대한민국의 가수, 음악PD 김진웅.
  - 대한민국의 정치인 안소희.
- 12월 13일 - 대한민국의 모델 김청록.
- 12월 14일
  - 영국의 축구 선수 마이클 오언.
  - 대한민국의 작가 허지웅.
  - 오스트레일리아의 가수, 배우, 모델 소피 멍크.
- 12월 15일
  - 대한민국의 가수, 배우 차민기.
  - 미국의 배우 애덤 브로디.
- 12월 16일
  - 대한민국의 아트 디렉터, 그래픽 디자이너 민희진.
  - 대한민국의 래퍼 피타입.
  - 대한민국의 축구 선수 이지은.
  - 미국의 래퍼 플로 라이다.
  - 미국의 프로레슬링 선수 브로디 리. (~2020년)
- 12월 18일 - 대한민국의 야구 코치, 전 야구 선수 채상병.
- 12월 20일
  - 대한민국의 영화 감독 윤종빈.
  - 대한민국의 성우 최지훈.
  - 대한민국의 가수, 목사 구자억.
- 12월 21일 - 미국의 전 가수 차유미.
- 12월 23일
  - 대한민국의 배우 여욱환.
  - 대한민국의 성우 유승화.
  - 대한민국의 희극인 이혜석.
- 12월 24일
  - 대한민국의 성우 김연아.
  - 중화인민공화국의 피겨스케이팅 선수 핑창.
- 12월 25일
  - 대한민국의 전 축구 선수 현영민.
  - 대한민국의 기업인 이연실.
- 12월 26일
  - 대한민국의 배우 송새벽.
  - 대만의 배우, 가수 훠젠화.
- 12월 27일
  - 대한민국의 농구 선수 김주성.
  - 대한민국의 가수, 뮤지컬 배우 이현.
  - 대한민국의 전직 스타크래프트 프로게이머 김대건.
- 12월 28일
  - 스웨덴의 배우 노미 라파스.
  - 대한민국의 배우 이승빈.
  - 대한민국의 배우 문종원.
- 12월 29일 - 대한민국의 뮤지컬 배우 이윤정.
- 12월 30일 - 앙골라의 축구 선수 플라비우 아마두.
- 12월 31일
  - 대한민국의 뮤지컬 배우 이경수.
  - 미국의 밴드 밥 브라이어. (~2024년)

### 미상
- 대한민국의 국악인, 배우 김민정.
- 대한민국의 번역가 김선영.
- 대한민국의 배우 고정민.
- 대한민국의 생명공학자 권오석.
- 대한민국의 KBS 예능본부의 책임 프로듀서 박덕선.
- 대한민국의 뮤지컬 배우 박소연.
- 대한민국의 전 아나운서 박소영.
- 대한민국의 전 춘천 MBC 아나운서 이승현.
- 대한민국의 기업인 이인.
- 대한민국의 영화감독, 시나리오 작가 최고은. (~2011년)
- 그린란드의 가수 니브 닐센.
- 오스트레일리아의 배우 라이언 존슨.
- 타이완계 미국인 미술가 제임스 진.
- 대한민국의 미스코리아 손민지. (~2006년)
- 대한민국의 전 농구 선수 김나연.
- 대한민국의 기업인 김남석.
- 대한민국의 경기도 안성시의원 김지수.
- 대한민국의 배우 김태훈.
- 대한민국의 레슬링 선수 김희정.
- 대한민국의 전 야구 선수 이경수.
- 대한민국의 전 축구 선수 이동국의 아내 이수진.
- 대한민국의 배우 이우정.
- 대한민국의 양궁 선수 장세희.
- 대한민국의 농구 선수 정훈.
- 제이슨 윌리엄스.

## 사망

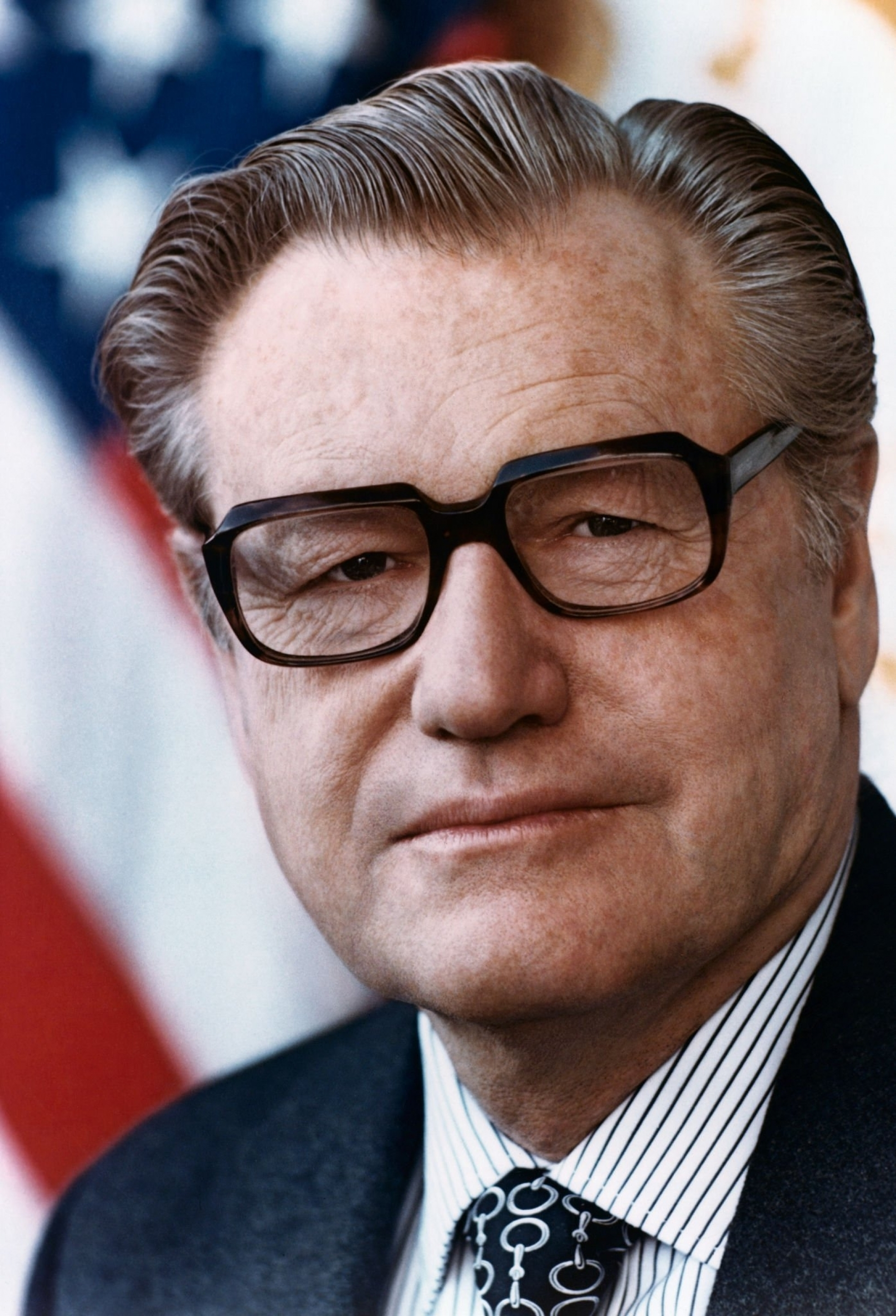
넬슨 록펠러

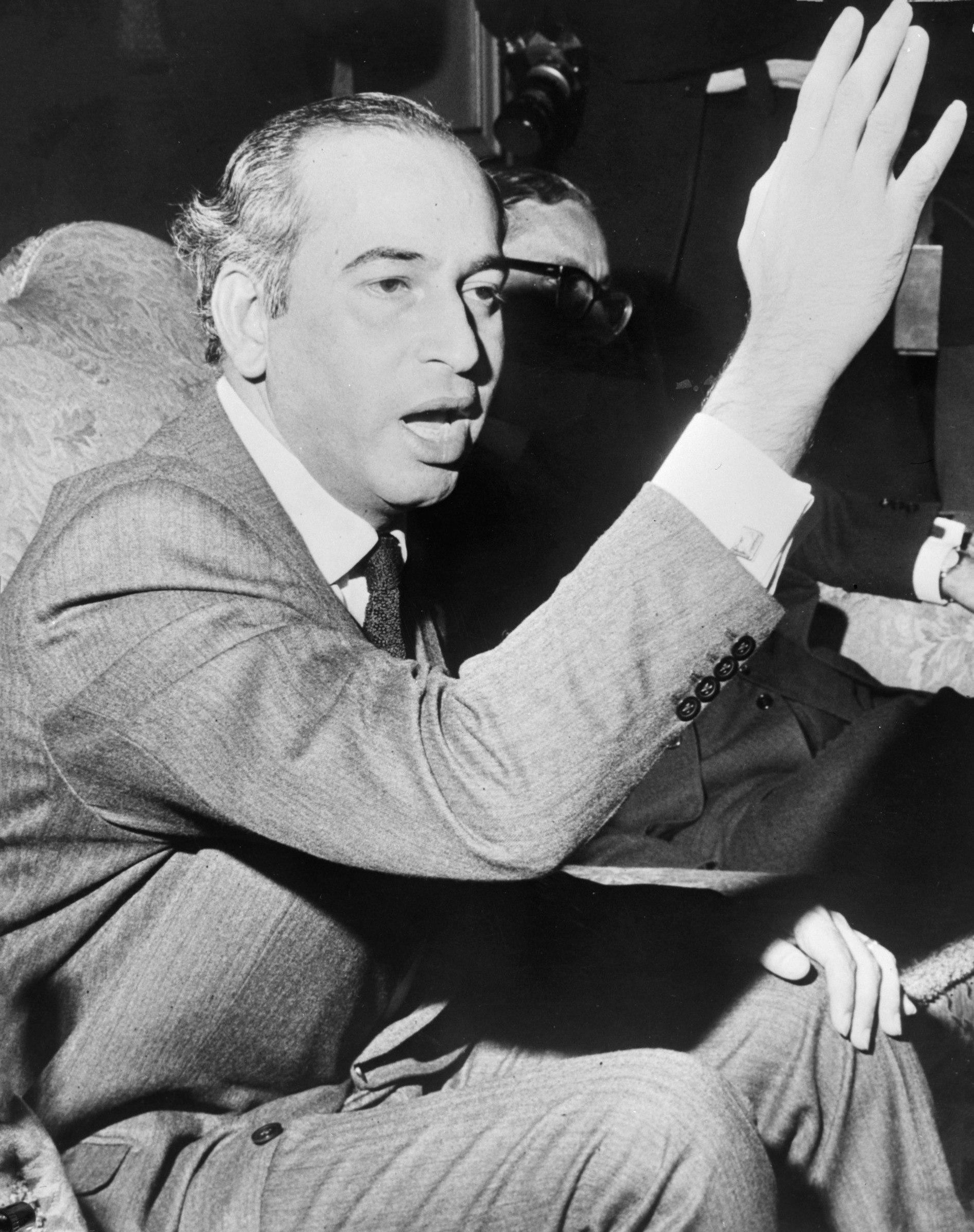
줄피카르 알리 부토

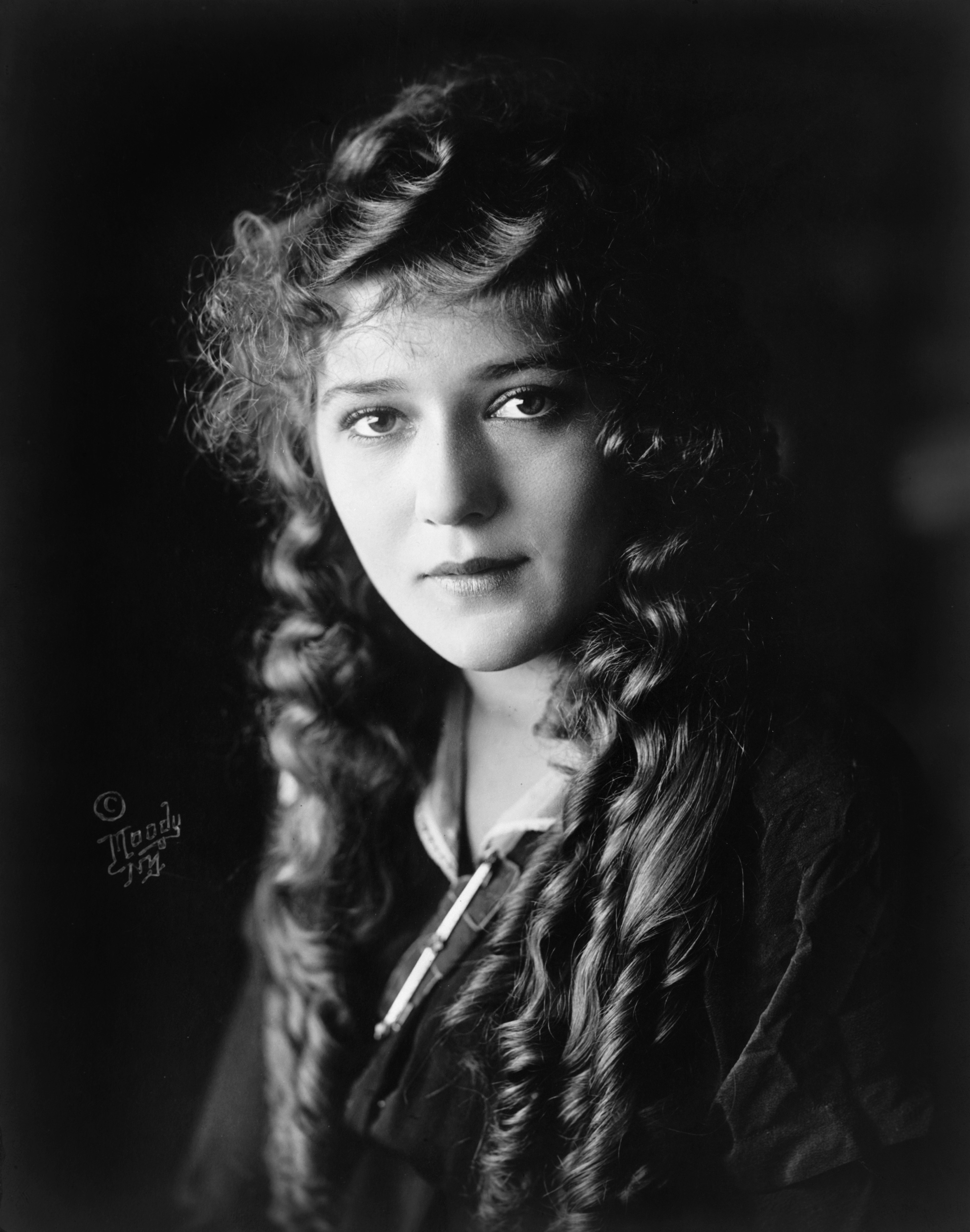
메리 픽퍼드

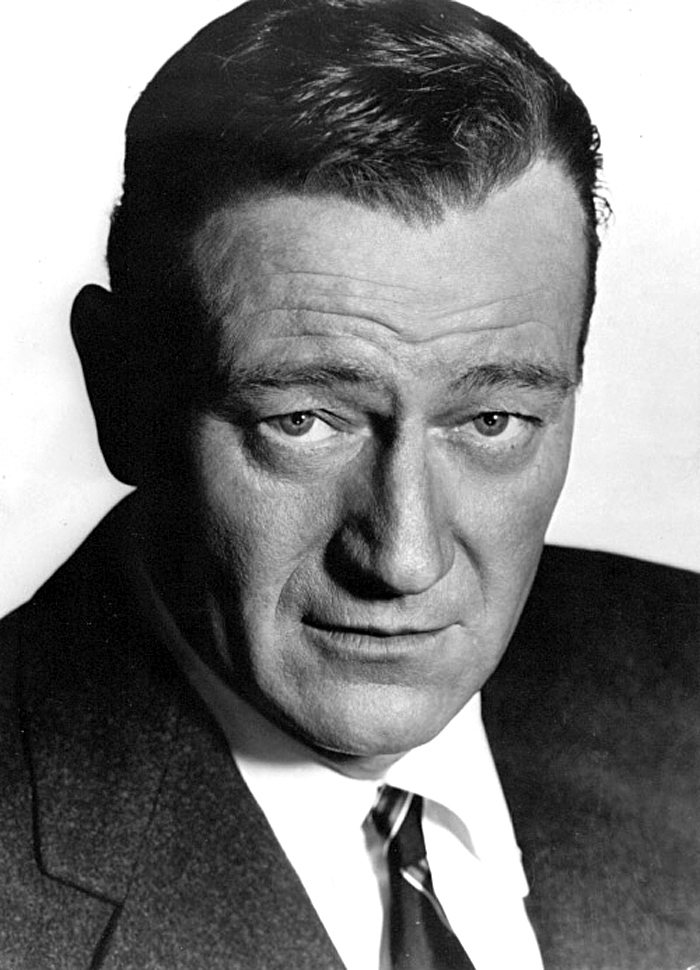
존 웨인

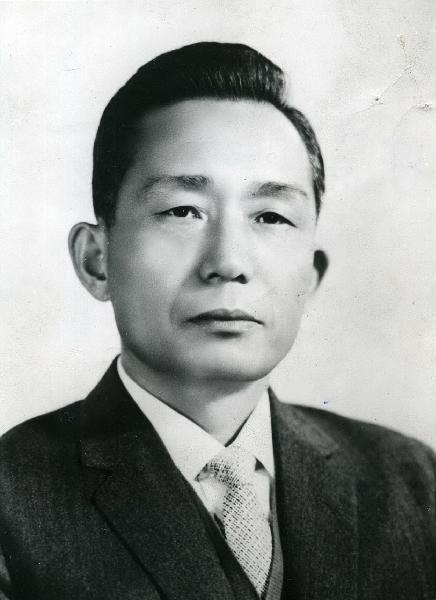
박정희

- 1월 26일 - 미국의 제41대 부통령 넬슨 록펠러. (1908년~)
- 2월 12일 - 프랑스의 배우, 영화 감독, 프로듀서 장 르누아르. (1894년~)
- 4월 4일 - 파키스탄의 정치인, 총리 줄피카르 알리 부토. (1928년~)
- 5월 29일
  - 대한민국의 산악인 고상돈. (1948년~)
  - 미국의 배우 메리 픽퍼드. (1892년~)
- 6월 11일 - 미국의 배우 존 웨인. (1907년~)
- 7월 8일 - 일본의 물리학자 도모나가 신이치로. (1906년~)
- 7월 12일 - 미국의 팝, 싱어송라이터 미니 리퍼턴. (1947년~)
- 7월 22일 - 헝가리의 축구 선수, 축구 감독 코치시 샨도르. (1929년~)
- 7월 25일 - 미국의 작가 알렉산더 케이. (1904년~)
- 8월 21일 - 이탈리아의 축구 선수 주세페 메아차. (1910년~)
- 9월 20일 - 체코슬로바키아의 군인, 정치가 루드비크 스보보다. (1895년~)
- 10월 7일 - 대한민국의 군인, 공무원 김형욱. (1925년~)
- 10월 22일 - 프랑스의 작곡가 나디아 불랑제. (1887년~)
- 10월 26일
  - 대한민국의 제5 ~ 9대 대통령, 군인 박정희. (1917년~)
  - 대한민국의 군인, 정치인 차지철. (1934년~)
- 12월 22일 - 미국의 영화 제작자, 20세기 폭스의 창립자 대릴 F. 재넉. (1902년~)

## 노벨상
- 경제학상:시어도어 슐츠, 아서 루이스
- 문학상:오디세아스 엘리티스
- 물리학상:셀던 리 글래쇼, 아브두스 살람, 스티븐 와인버그
- 생리학 및 의학상:앨런 코맥, 고드프리 하운스필드
- 평화상: 테레사 수녀
- 화학상: 허버트 브라운, 게오르크 비티히

## 달력
| 1월 |    |    |    |    |    |    |
| 일  | 월 | 화 | 수 | 목 | 금 | 토 |
|     | 1  | 2  | 3  | 4  | 5  | 6  |
| 7   | 8  | 9  | 10 | 11 | 12 | 13 |
| 14  | 15 | 16 | 17 | 18 | 19 | 20 |
| 21  | 22 | 23 | 24 | 25 | 26 | 27 |
| 28  | 29 | 30 | 31 |    |    |    |

| 2월 |    |    |    |    |    |    |
| 일  | 월 | 화 | 수 | 목 | 금 | 토 |
|     |    |    |    | 1  | 2  | 3  |
| 4   | 5  | 6  | 7  | 8  | 9  | 10 |
| 11  | 12 | 13 | 14 | 15 | 16 | 17 |
| 18  | 19 | 20 | 21 | 22 | 23 | 24 |
| 25  | 26 | 27 | 28 |    |    |    |

| 3월 |    |    |    |    |    |    |
| 일  | 월 | 화 | 수 | 목 | 금 | 토 |
|     |    |    |    | 1  | 2  | 3  |
| 4   | 5  | 6  | 7  | 8  | 9  | 10 |
| 11  | 12 | 13 | 14 | 15 | 16 | 17 |
| 18  | 19 | 20 | 21 | 22 | 23 | 24 |
| 25  | 26 | 27 | 28 | 29 | 30 | 31 |

| 4월 |    |    |    |    |    |    |
| 일  | 월 | 화 | 수 | 목 | 금 | 토 |
| 1   | 2  | 3  | 4  | 5  | 6  | 7  |
| 8   | 9  | 10 | 11 | 12 | 13 | 14 |
| 15  | 16 | 17 | 18 | 19 | 20 | 21 |
| 22  | 23 | 24 | 25 | 26 | 27 | 28 |
| 29  | 30 |    |    |    |    |    |

| 5월 |    |    |    |    |    |    |
| 일  | 월 | 화 | 수 | 목 | 금 | 토 |
|     |    | 1  | 2  | 3  | 4  | 5  |
| 6   | 7  | 8  | 9  | 10 | 11 | 12 |
| 13  | 14 | 15 | 16 | 17 | 18 | 19 |
| 20  | 21 | 22 | 23 | 24 | 25 | 26 |
| 27  | 28 | 29 | 30 | 31 |    |    |

| 6월 |    |    |    |    |    |    |
| 일  | 월 | 화 | 수 | 목 | 금 | 토 |
|     |    |    |    |    | 1  | 2  |
| 3   | 4  | 5  | 6  | 7  | 8  | 9  |
| 10  | 11 | 12 | 13 | 14 | 15 | 16 |
| 17  | 18 | 19 | 20 | 21 | 22 | 23 |
| 24  | 25 | 26 | 27 | 28 | 29 | 30 |

| 7월 |    |    |    |    |    |    |
| 일  | 월 | 화 | 수 | 목 | 금 | 토 |
| 1   | 2  | 3  | 4  | 5  | 6  | 7  |
| 8   | 9  | 10 | 11 | 12 | 13 | 14 |
| 15  | 16 | 17 | 18 | 19 | 20 | 21 |
| 22  | 23 | 24 | 25 | 26 | 27 | 28 |
| 29  | 30 | 31 |    |    |    |    |

| 8월 |    |    |    |    |    |    |
| 일  | 월 | 화 | 수 | 목 | 금 | 토 |
|     |    |    | 1  | 2  | 3  | 4  |
| 5   | 6  | 7  | 8  | 9  | 10 | 11 |
| 12  | 13 | 14 | 15 | 16 | 17 | 18 |
| 19  | 20 | 21 | 22 | 23 | 24 | 25 |
| 26  | 27 | 28 | 29 | 30 | 31 |    |

| 9월 |    |    |    |    |    |    |
| 일  | 월 | 화 | 수 | 목 | 금 | 토 |
|     |    |    |    |    |    | 1  |
| 2   | 3  | 4  | 5  | 6  | 7  | 8  |
| 9   | 10 | 11 | 12 | 13 | 14 | 15 |
| 16  | 17 | 18 | 19 | 20 | 21 | 22 |
| 23  | 24 | 25 | 26 | 27 | 28 | 29 |
| 30  |    |    |    |    |    |    |

| 10월 |    |    |    |    |    |    |
| 일   | 월 | 화 | 수 | 목 | 금 | 토 |
|      | 1  | 2  | 3  | 4  | 5  | 6  |
| 7    | 8  | 9  | 10 | 11 | 12 | 13 |
| 14   | 15 | 16 | 17 | 18 | 19 | 20 |
| 21   | 22 | 23 | 24 | 25 | 26 | 27 |
| 28   | 29 | 30 | 31 |    |    |    |

| 11월 |    |    |    |    |    |    |
| 일   | 월 | 화 | 수 | 목 | 금 | 토 |
|      |    |    |    | 1  | 2  | 3  |
| 4    | 5  | 6  | 7  | 8  | 9  | 10 |
| 11   | 12 | 13 | 14 | 15 | 16 | 17 |
| 18   | 19 | 20 | 21 | 22 | 23 | 24 |
| 25   | 26 | 27 | 28 | 29 | 30 |    |

| 12월 |    |    |    |    |    |    |
| 일   | 월 | 화 | 수 | 목 | 금 | 토 |
|      |    |    |    |    |    | 1  |
| 2    | 3  | 4  | 5  | 6  | 7  | 8  |
| 9    | 10 | 11 | 12 | 13 | 14 | 15 |
| 16   | 17 | 18 | 19 | 20 | 21 | 22 |
| 23   | 24 | 25 | 26 | 27 | 28 | 29 |
| 30   | 31 |    |    |    |    |    |

### 음양력 대조 일람
| 음력월 | 월건 | 대소 | 음력 1일의 양력 월일 | 음력 1일 간지 |
| ------ | ---- | ---- | -------------------- | ------------- |
| 1월    | 병인 | 대   | 1월 28일             | 을미          |
| 2월    | 정묘 | 소   | 2월 27일             | 을축          |
| 3월    | 무진 | 소   | 3월 28일             | 갑오          |
| 4월    | 기사 | 대   | 4월 26일             | 계해          |
| 5월    | 경오 | 소   | 5월 26일             | 계사          |
| 6월    | 신미 | 대   | 6월 24일             | 임술          |
| 윤6월  |      | 대   | 7월 24일             | 임진          |
| 7월    | 임신 | 소   | 8월 23일             | 임술          |
| 8월    | 계유 | 대   | 9월 21일             | 신묘          |
| 9월    | 갑술 | 대   | 10월 21일            | 신유          |
| 10월   | 을해 | 소   | 11월 20일            | 신묘          |
| 11월   | 병자 | 대   | 12월 19일            | 경신          |
| 12월   | 정축 | 소   | 1980년 1월 18일      | 경인          |